# Charles de Cumont
Baron Charles Paul de Cumont (* 31. Mai 1902 in Ixelles/Elsene; † 9. Juni 1990 in Uccle/Ukkel) war ein belgischer Generalleutnant, der zwischen 1959 und 1963 Chef des Generalstabes der Streitkräfte und als solcher von 1962 bis 1963 auch erstmals Vorsitzender des NATO-Militärausschusses war. Er wurde 1963 als Baron in den erblichen Adelsstand erhoben und war von 1964 bis 1968 abermals Vorsitzender des NATO-Militärausschusses.

## Leben
Charles Paul de Cumont  absolvierte eine Offiziersausbildung und fand nach deren Abschluss zahlreiche Verwendungen als Offizier und Stabsoffizier innerhalb des Heeres. Nachdem er zwischen 1944 und 1946 Kommandant der Offiziersanwärterschule in Tervuren war, fungierte er von 1946 bis 1947 als Kommandant der Taktikschule der Streitkräfte sowie zwischen 1947 und 1948 als Direktor für Studien an der Kriegsschule. Er war von 1950 bis 1951 Kommandeur des 1. Artillerieregiments sowie von 1951 bis 1955 Leiter der Operations- und Mobilmachungsabteilung im Generalstab des Heeres. Im Anschluss fungierte er zwischen 1955 und 1957 als Kommandeur der Artillerie des in Deutschland stationierten I. Korps sowie als Kommandant des Standorts Köln, ehe er von 1957 bis zu seiner Ablösung durch Albert Crahay 1959 Chef des Stabes der Alliierten Streitkräfte der NATO in Mitteleuropa AFCENT (Allied Forces Central Europe) war. 1959 löste er Generalmajor Henri Van Vreckom als Königlichen Militärakademie in Brüssel und bekleidete diese Funktion nur wenige Monate bis zu seiner Ablösung durch Generalmajor Emile Velghe 1959.
Daraufhin übernahm Generalleutnant de Cumont am 9. Dezember 1959 von Generalleutnant Jacques de Clarcq den Posten als Chef des Generalstabes der Streitkräfte und hatte diesen bis zum 30. Juni 1963 inne, woraufhin Generalleutnant G. Wagner am 1. Juli 1963 seine Nachfolge antrat. Als solcher war er als Nachfolger von General Lyman L. Lemnitzer von 1962 bis zu seiner Ablösung durch General Adolf Heusinger im Dezember 1963 auch erstmals Vorsitzender des NATO-Militärausschusses. 1963 wurde er als Baron in den erblichen Adelsstand erhoben. Am 1. April 1964 löste er General Adolf Heusinger wieder als Vorsitzender des NATO-Militärausschusses ab und bekleidete diese Funktion bis zu seiner Ablösung durch Admiral Nigel Henderson am 1. Juli 1968.
Für seine langjährigen Verdienste wurde de Cumont mehrfach geehrt und war unter anderem Großoffizier des Leopoldorden und des Kronenorden sowie Kommandeur des Ordens Leopolds II. Ferner wurde ihm die Erinnerungsmedaille an den Krieg 1940–1945 mit Gekreuzten Schwertern, das Militärkreuz Erster Klasse und die Regierungsmedaille von Albert I. verliehen. Darüber hinaus erhielt er das Großkreuz des niederländischen Orden von Oranien-Nassau und Große Verdienstkreuz der Bundesrepublik Deutschland mit Stern. Er war ferner Kommandeur des US-amerikanischen Legion of Merit und des luxemburgischen Orden der Eichenkrone und erhielt auch das Offizierskreuz des Persischen Kronenorden. Er wurde darüber hinaus mit dem Order of the British Empire und der Bronze Star Medal geehrt.

## Weblink
- Charles de Cumont in ars-moriendi.be